# Chelsea Clinton

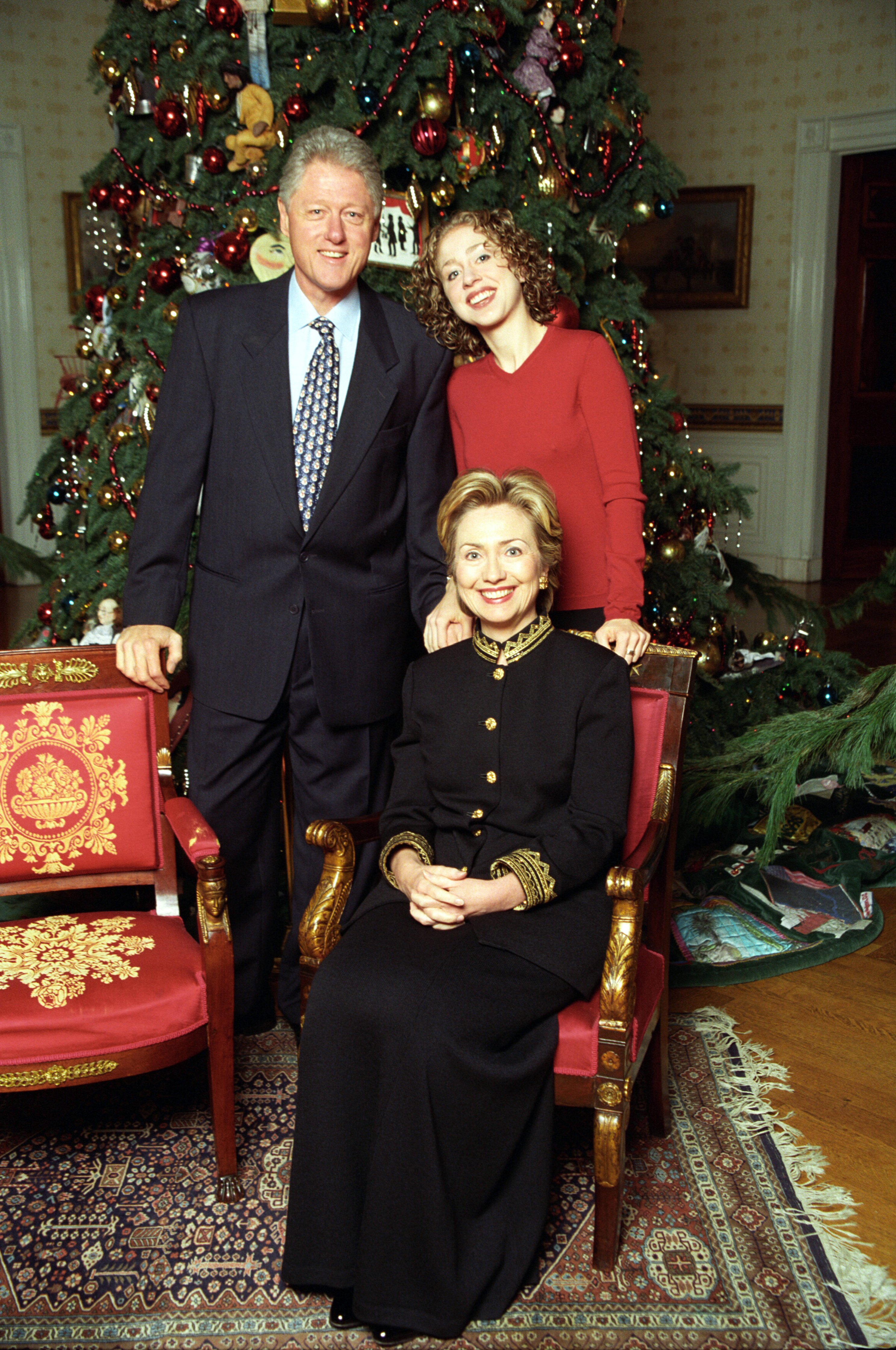
Rodzina Clintonów w Białym Domu (1999)

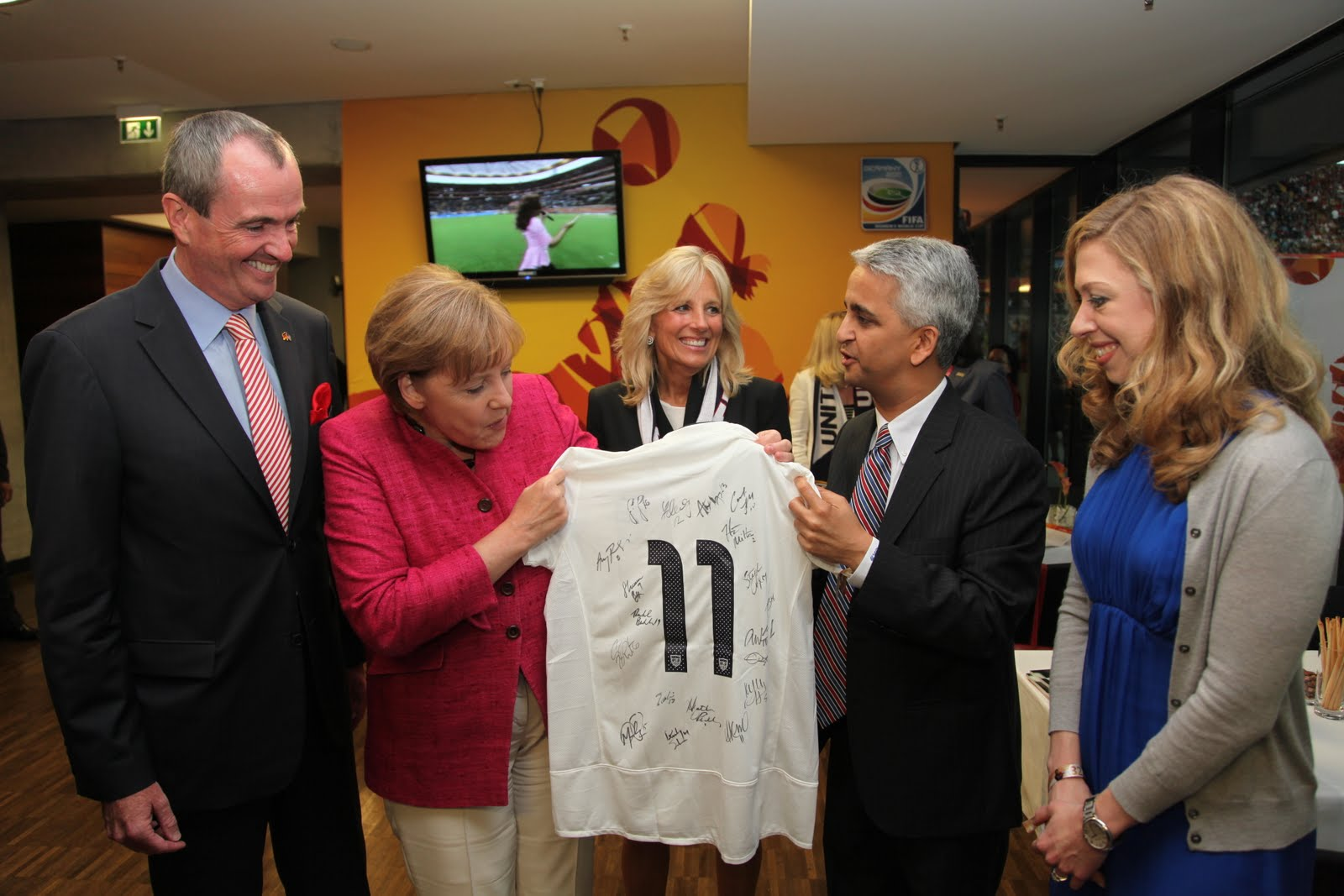
Angela Merkel, druga z lewej, Chelsea Clinton, pierwsza z prawej, 2011

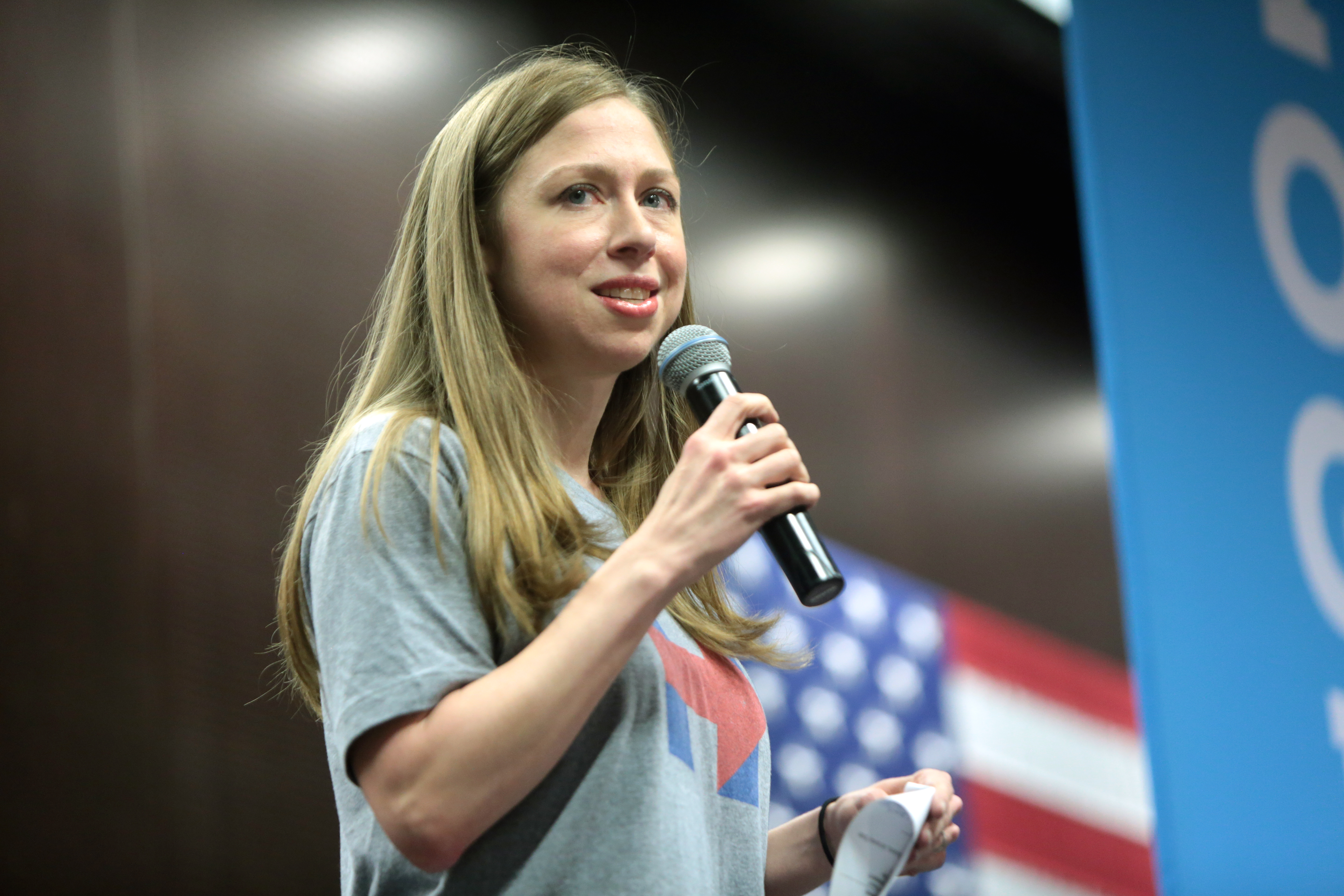
Chelsea Clinton przemawia podczas kampanii prezydenckiej Hillary (2016)

Chelsea Clinton (ur. 27 lutego 1980 w Little Rock) – amerykańska bizneswoman, działaczka społeczna i dziennikarka, jedyne dziecko Billa i Hillary Clintonów, wiceprzewodnicząca Clinton Fundation.

## Życiorys
Urodziła się 27 lutego 1980 w Little Rock w stanie Arkansas jako córka Billa, ówczesnego demokratycznego gubernatora stanu, późniejszego 42. prezydenta Stanów Zjednoczonych (1993-2001) oraz Hillary, późniejszej pierwszej damy USA, senator, sekretarz stanu i kandydatki Partii Demokratycznej w wyborach prezydenckich w 2016.
Po zwycięstwie ojca w wyborach prezydenckich w 1992, w latach 1993–1997 mieszkała w Białym Domu. Od 1997 studiowała – najpierw na amerykańskim Uniwersytecie Stanforda, a następnie na brytyjskim University College w Oksfordzie.
Po studiach rozpoczęła pracę w McKinsey & Company (2003–2006), następnie pracowała w Avenue Capital Group. Od 2011 do 2014 pracowała jako specjalna korespondentka stacji telewizyjnej NBC News. Od 2011 zaczęła odgrywać ważną rolę w William J. Clinton Foundation, przemianowanej następnie na Bill, Hillary & Chelsea Clinton Foundation, a od 2015 działającej jako Clinton Foundation.
Wspierała swoją matkę zarówno podczas prawyborów prezydenckich Partii Demokratycznej w 2008 roku, gdy ta zmierzyła się z Barackiem Obamą, jak i w prawyborach oraz wyborach w 2016 roku, gdzie jej ostatecznym kontrkandydatem był Donald Trump.
W 2015 napisała książkę dla dzieci i młodzieży It's Your World: Get Informed, Get Inspired & Get Going.

## Życie prywatne
W 1991 przygarnęła kota Socksa, który od 1993 zamieszkał z rodziną Clintonów w Białym Domu.
W 2010 poślubiła Marca Mezvinsky’ego, z którym mają trójkę dzieci – córkę Charlotte (ur. 2014) oraz dwóch synów Aidana (ur. 2016) i Jaspera (ur. 2019). Mieszka w Nowym Jorku.

## Odniesienia w popkulturze
Jej historia była inspiracją do powstania filmu Córka prezydenta (ang. Chasing Liberty) z 2004 roku.
Została sportretowana w filmie animowanym Beavis i Butt-head zaliczają Amerykę (ang. Beavis and Butt-Head Do America) oraz w filmie z kanonu Disney Channel Original Movies: Dziewczyna XXI-go wieku (ang. Zenon: Girl of the 21st Century), gdzie w 2049 roku jest prezydentem Stanów Zjednoczonych.